# Kraljica Margot
Kraljica Margot (francuski La Reine Margot, 1842.), je djelomično istinita priča o Marguerite de Valois ispisana perom Alexandra Dumas starijeg 1842. godine. Knjiga se sastoji od dva dijela, a žanr u koji spada je povijesni roman.
Radnja govori o vjerskim ratovima koji su se odvijali u Francuskoj za vrijeme vladavine Karla IX. Sama radnja odvija se 1572. kada na noć blagdana sv. Bartolomeja nastupa veliki pokolj protestanata. Marguerite de Valois je na meti zbog ljubavne veze s dvoje protestanata Henrikom IV. i La Moleom, koje ne podžava njena majka Katarina Medici. 
Najpoznatija ekranizacija romana je ona s Isabelle Adjani u ulozi Margot. Ta ekranizacija iz 1995. nagrađena je Oscarom.